# Araneus canalae
Araneus canalae là một loài nhện trong họ Araneidae.
Loài này thuộc chi Araneus. Araneus canalae được Lucien Berland miêu tả năm 1924.